# 오시비엥침군

마워폴스카주 지도에 표시된 오시비엥침군의 위치

오시비엥침군(폴란드어: powiat oświęcimski)은 폴란드 마워폴스카주에 위치한 군으로 군청 소재지는 오시비엥침이며 면적은 406.03km2, 인구는 153,390명(2006년 기준), 인구 밀도는 380명/km2이다. 오시비엥침군은 아우슈비츠 강제 수용소 유적이 위치한 곳이기도 하다.
북쪽으로는 실롱스크주 야보주노시, 북동쪽으로는 흐샤누프군, 남동쪽으로는 바도비체군, 남쪽으로는 실롱스크주 비엘스코군, 서쪽으로는 실롱스크주 프슈치나군, 북서쪽으로는 실롱스크주 비에룬렝지니군과 접한다. 9개 지방 자치체(1개 도시, 4개 도시형 농촌, 4개 농촌)를 관할한다.

군기
군 문장